# Conjunt connex
Un conjunt connex (connexió) per a un espai topològic és molt natural. Així, es diu que un espai és disconnex si és possible dividir-lo en dos conjunts oberts no buits amb intersecció nul·la. En cas contrari, es diu que l'espai és connex.

## Definició
Siga {\displaystyle (X,{\mathcal {T}})\,} un espai topològic on {\displaystyle {\mathcal {T}}\,} n'és la topologia.
Direm que un subconjunt {\displaystyle C\subseteq X} és disconnex si {\displaystyle \exists A,B\in {\mathcal {T_{|C}}}} tal que {\displaystyle A\neq \varnothing ,\,B\neq \varnothing ,\,A\cap B=\varnothing \;i\;A\cup B=C}.
Es diu doncs que C és connex en el cas que no sigui disconnex

## Exemples

### Conjunts connexos
- Les esferes {\displaystyle S^{n},n\geq 1,} són connexes
- Un punt en {\displaystyle \mathbb {R} ^{n}} és connex
- Un nus és un conjunt connex en {\displaystyle S^{3}\,}
- Un tor és un conjunt connex en {\displaystyle \mathbb {R} ^{3}}
- En {\displaystyle \mathbb {R} }, un conjunt és connex si i només si és un interval (matemàtiques)
- El complementari d'un punt en {\displaystyle \mathbb {R} ^{n},n\geq 2,} és connex

### Conjunts disconnexos
- El complementari d'un punt en {\displaystyle \mathbb {R} }
- El conjunt format per la unió de dues esferes disjuntes a {\displaystyle \mathbb {R} ^{n}}
- Un enllaç de {\displaystyle n\,} components (nusos)

## Propietats dels conjunts connexos
Es compleix que si {\displaystyle (X,{\mathcal {T}})\,} és un espai topològic connex, qualsevol espai homeomorfa a ell també ho serà. Aquesta propietat ens dona una caracterització molt útil dels conjunts connexos: {\displaystyle C\subseteq X} és un conjunt connex si i només si per a tota funció {\displaystyle f\colon C\to \{0,1\}\ } contínua, es compleix que {\displaystyle f} és una funció constant, on a {\displaystyle \{0,1\}} (topologia discreta).
La imatge per una aplicació contínua d'un conjunt connex és connexa.
Una altra propietat interessant dels conjunts connexos és la següent: Si {\displaystyle ({X_{i},{\mathcal {T}}_{i}})_{i\in I}} és una família d'espais topològics connexos (amb {\displaystyle I} un conjunt d'índexs de qualsevol cardinalitat), llavors {\displaystyle (\prod _{i\in I}X_{i},{\mathcal {T}})} també és connex, on {\displaystyle {\mathcal {T}}} és la topologia producte.
Finalment, si {\displaystyle \ X} no és connex, és a dir, si hi ha oberts {\displaystyle \ U,V} disjunts no buits tals que la seva unió és {\displaystyle \ X}, és fàcil veure que cada obert serà el complement de l'altre, després seran complements d'un obert, i per tant, seran tancats. És a dir, seran conjunts clopen. Per això, una altra manera de caracteritzar la connexitat és a dir: {\displaystyle \ X} serà connex si i només si els únics clopen són {\displaystyle \ X\;i\;\varnothing } (on tots dos conjunts són sempre clopen).

## Connexió per arcs
Direm que un conjunt {\displaystyle X} és connex per camins o arc connex si donats {\displaystyle x_{1},x_{2}\in X} hi ha un camí continu {\displaystyle \alpha :[0,1]\rightarrow X} tal que {\displaystyle \alpha (0)=x_{1}} i {\displaystyle \alpha (1)=x_{2}}.

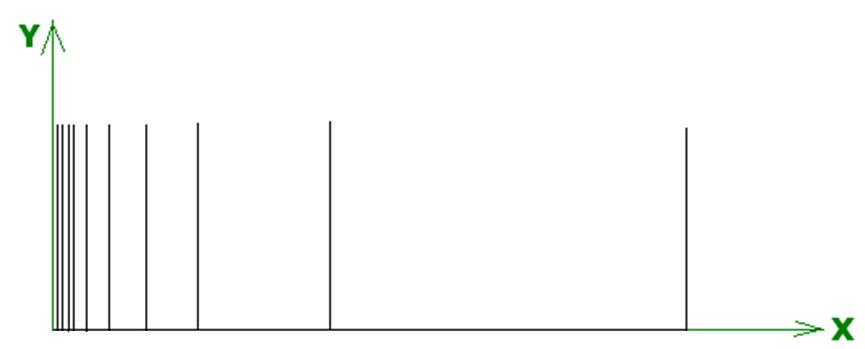
Pinta del topòleg

La connexitat per camins implica connexitat, però el recíproc no és cert en general. Un contraexemple molt típic és l'anomenat pinta del topòleg, {\displaystyle X=A\cup B}, on {\displaystyle A=\{(0,1)\}} i {\displaystyle B=([0,1]\times \{0\})\cup (\{{\frac {1}{n}}:n\in \mathbb {N} \}\times [0,1])}. {\displaystyle X} és connex, però no connex per camins.
Ser connex per camins no és una propietat hereditària (és a dir, si un conjunt és connex per camins, qualsevol subconjunt d'aquest no és necessàriament connex per camins). Però, ser connex per camins és una propietat topològica (és a dir, la imatge mitjançant una aplicació contínua d'un conjunt connex per camins és connexa per camins).

## Components connexes
Donat un espai topològic {\displaystyle (X,{\mathcal {T}})\,} disconnex s'anomena component connexa, a cada un dels conjunts maximals connexos. És a dir un subconjunt {\displaystyle I\in {\mathcal {T}}\,} és un component connexa si es compleixen aquestes dues condicions:
1. {\displaystyle I\in {\mathcal {T}}\,} és connex.
2. Qualsevol conjunt {\displaystyle Z\,} que conté pròpiament a {\displaystyle I\,} és disconex.

Es compleix que les components connexes de {\displaystyle X} formen una partició de {\displaystyle X}.